# Витхоба
Витхо́ба (маратхи विठोबा, IAST: Viṭhobā), или Виттха́ла (санскр. विट्ठल, IAST: Viṭṭhala; канн. ವಿಟ್ಟಲ, IAST: Viṭṭala) и Пандура́нга (санскр. पांडुरंग, канн. ಪಾಂಡುರಂಗ, IAST: Paṇḍuraṇga) — индуистское божество, культ которого распространён преимущественно в индийских штатах Махараштра, Карнатака и Андхра-Прадеш. Витхоба считается одной из форм Вишну или Кришны. Иногда его рассматривают как форму Будды или отождествляют с Шивой. Витхобу изображают как юношу с тёмной кожей, стоящего подбоченясь, часто вместе со своей главной супругой Ракхумай (Рукмини).
Витхоба является основным объектом поклонения монотеистического небрахманского движения варкари в Махараштре и движения харидасы в Карнатаке. Главнейший храм Витхобы находится в городе Пандхарпур в Махараштре, недалеко от границы с Карнатакой. Центральными мотивами легенд о Витхобе являются его преданный Пундалик, принёсший божество Витхобы в Пандхарпур, и роль Витхобы как спасителя поэтов-сантов варкари. Поэты-святые варкари создали уникальный жанр поэзии бхакти на языке маратхи, называемый абханга, а в Карнатаке, поэты движения харидаса прославили Витхобу в своих гимнах. Наиболее важные праздники в честь Витхобы отмечаются два раза в году в день экадаши по индуистскому лунному календарю: Шаяни-экадаши в месяц ашадха и Прабодхини-экадаши в месяц картика.
Историография Витхобы и его культа является предметов больших дебатов в индологической науке. Разными учёными предлагаются различные версии преистории Витхобы и его культа, происхождения его имени. Согласно одним, он был пастушеским божеством, согласно другим — одной из форм Шивы, джайнским святым или всем этим для разных групп последователей в разные периоды исторического развития. Хотя существует много споров о происхождении культа Витхобы и его храма, общепризнанным считается существование культа начиная, как минимум, с XIII века.